# Villa Ludwigshöhe

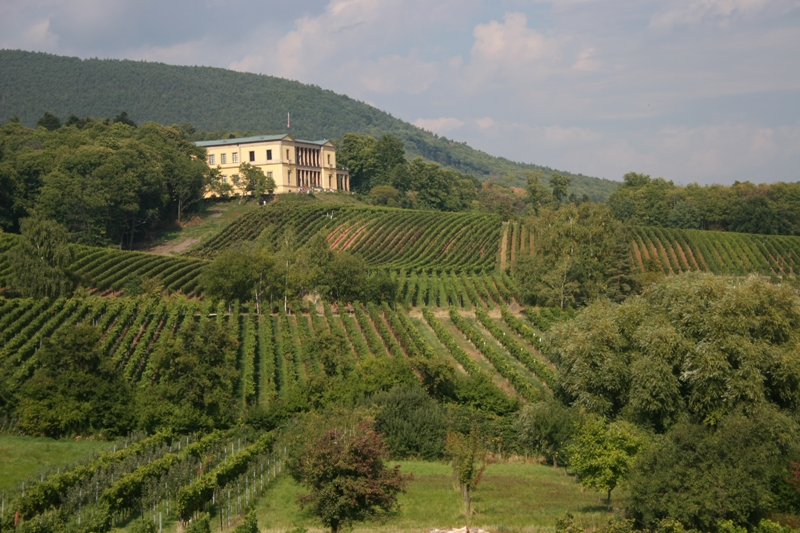
De Villa Ludwigshöhe vanuit het Zuiden

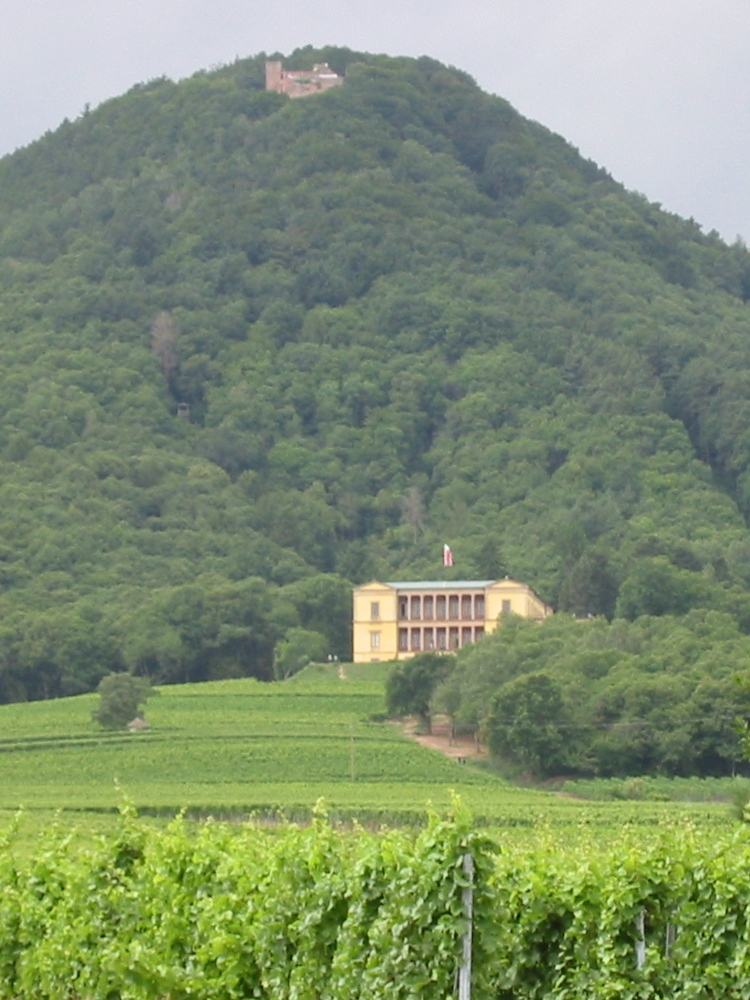
De Villa Ludwigshöhe ligt onder aan de Rietburg

De Villa Ludwigshöhe werd in de jaren 1846 tot 1852 in opdracht van Lodewijk I van Beieren op een uitloper van het Haardtgebergte in Edenkoben, onder aan de Rietburg gebouwd. Met de bouw ervan werd een wens van de koning, "Eine Villa italienischer Art, nur für die schöne Jahreszeit bestimmt und in des Königreichs mildestem Teil", zeker gerealiseerd.

## De gebouwen
Het hoofdgebouw bestaat uit vier vleugels met binnenkoer en werd door de toenmalige hofarchitect Friedrich von Gärtner, die reeds aan de residentie in München meegewerkt had, in Pompeiaanse stijl ontworpen. Naast het hoofdgebouw, dat 52 kamers telt, vindt men nog het wat lager en noordelijk gelegen 'Kavaliersgebouw', waar het personeel ondergebracht was, en de nog lager gelegen stallen, waar plaats was voor 72 paarden.
De koning en zijn gemalin, koningin Theresia, betrokken het zomerverblijf voor het eerst op 6 juli 1852.
Typisch voor dit slot is dat het geen park heeft. De achterzijde ligt het direct aan het Haardtgebergte en het Paltserwoud ("Pfälzer Wald"), aan de voorkant heeft het een prachtig uitzicht op de Rijnvallei, waar de wijngaarden van Rhodt unter Rietburg ten voete liggen. Volgens de overlevering zou Ludwig beweerd hebben dat een aangelegd park nooit zo mooi zou kunnen zijn als het landschap dat hij zo voor zich had.
In de verschillende kamers en salons vindt men rijk gedecoreerde mozaïekvloeren van edele houtsoorten, op de muren en zolderingen vindt men schilderijen in Italiaanse stijl of naar Italiaanse voorbeelden.
Bijzonder is ook de keuken. Zij werd in 1852 volgens de toenmalige stand van techniek en wetenschap ingericht. Verschillende soorten haarden, een verstelbare gril en de ijskelder waren in die tijd revolutionair, en maakten dat de villa inzake keuken beter uitgerust was dan de residentie in München.
Het oorspronkelijk budget voor de bouw was 275.000 gulden. Na de voleindiging bleek het geheel 426.000 gulden te hebben gekost.

## De bewoners en bezoekers
Vanaf 1852 tot 1854 vertoefde de koning, die toen al wegens een affaire afgetreden was, samen met zijn vrouw Theresia, regelmatig in de villa. Vele belangrijke personen uit politiek, economie, wetenschap en kunst maakten er hun opwachting.
Daar Lodewijk katholiek was, en Theresia evangelisch, ging de koning in Edenkoben naar de mis, en de koningin bezocht de evangelische godsdienst in de kerk van Rhodt unter Rietburg. In deze kerk vindt men nog vandaag de met een grote T bestikte zetel van de koningin, evenals 6 stoelen bezet met blauwe damast voor haar gevolg. Bij het bezoeken van de kerk moest het gevolg de zogenaamde 'Owwergasse' in Rhodt passeren. Om het de koningin aangenaam te maken werden in april 1848 in het hoogst gelegen, brede gedeelte van deze straat een rij kastanjebomen aangeplant. Later werd de straat, ter herinnering aan de koningin, omgedoopt naar Theresienstraße.
Ook na de dood van zijn gemalin bleef de koning tot 1866 regelmatig naar zijn zomerverblijf komen, en werd zijn aankomst met een volksfeest gevierd.
Tot mei 1917 blijft de villa dienen als residentie voor de opeenvolgende koningen van Beieren en hun familie.

## Verdere geschiedenis
Vanaf 1917 werden de gebouwen gebruikt als hospitaal voor de gewonden van de Eerste Wereldoorlog, later werden er Franse troepen gelegerd. In 1923 ging het slot over in het 'Wittelsbacher Ausgleichsfonds', een stichting van openbaar recht die het vermogen van de koninklijke familie na het afschaffen van de monarchie beheerde.
Tijdens de Tweede Wereldoorlog werd de villa voornamelijk gebruikt om meubilair en voorraden op te slaan, op veilige afstand van de nabijgelegen industriële steden Ludwigshafen am Rhein en Mannheim, doelwit van de geallieerde bombardementen. 1943 werd de villa door een bom zwaar beschadigd. Nadat Duitsland door de geallieerden veroverd was, diende de gebouwen tot 1947 weer als kazerne. Later werden ze dan weer omgevormd tot kindertehuis.
In de jaren 1950 heeft kroonprins Rupprecht van Beieren nog een poging gedaan om de villa zijn oude glans terug te geven, maar zijn opdracht om enkele meubels van München naar de villa te verhuizen kon aan de troosteloze toestand van de villa niet veel veranderen.
Bovendien waren in 1951 het kavaliersgebouw en de stallingen door het Wittelsbacher Ausgleichsfonds voor de som van 275.000 DM aan het 'Südwestdeutschen Fußballverband' (SWFV) overgedragen. Het SWFV heeft hier, na belangrijke verbouwingen aan gevel en binnenruimtes, een sportschool ingericht.
1975 werd het hoofdgebouw voor de som van 1.888.000 DM aan de deelstaat Rijnland-Palts overgedragen. De deelstaat had er zich toe verplicht het gebouw te restaureren, en wel op zodanige wijze dat noch de gevels, noch de binnenruimtes van het gebouw fundamenteel zouden gewijzigd worden, met andere woorden dat het gebouw grotendeels in zijn oorspronkelijke toestand zou hersteld/bewaard worden. Na uitvoerige restauratie werd de villa op 20 april 1980 weer in gebruik genomen worden.

## Vandaag
Vandaag kan het hoofdgebouw van de Villa Ludwigshöhe bezocht worden. De bezoeker wordt er rondgeleid door een groot deel van de 52 kamers (en keuken), zodat hij een indruk krijgt van het koninklijke leven in de villa.
Verder zijn een aantal kamers gereserveerd voor kunsttentoonstellingen: enerzijds is er de permanente Max Slevogt tentoonstelling, anderzijds is er steeds een wisseltentoonstelling.
Ten slotte wordt de villa ook nog gebruikt voor 'officiële gelegenheden' en voor concerten.